# Pseudecheneis sympelvica
Pseudecheneis sympelvica är en fiskart som beskrevs av Roberts, 1998. Pseudecheneis sympelvica ingår i släktet Pseudecheneis och familjen Sisoridae. IUCN kategoriserar arten globalt som otillräckligt studerad. Inga underarter finns listade i Catalogue of Life.